# Griva daurada siberiana
La griva daurada siberiana (Zoothera aurea) és un ocell de la família dels túrdids (Turdidae).

## Hàbitat i distribució
Habita el terra dels boscos i el sotabosc des de Rússia europea oriental fins Sibèria oriental i nord de Mongòlia, sud-est de Rússia, Corea, Sakhalín, les Kurils i el Japó.